# Nadine Wallner
Nadine Wallner (* 15. Mai 1989 in Bludenz) ist eine österreichische Skisportlerin und zweifache Freeride-Weltmeisterin (2013, 2014). Sie fährt für den Ski-Club Arlberg.

## Werdegang
Nadine Wallner wuchs in Klösterle am Arlberg auf und fing als 3-Jährige mit dem Skilauf an.
Wallners Vater ist als Bergführer tätig, daher konnte sie bereits in ihrer Kindheit Erfahrungen im freien Gelände sammeln.
Nach einem Trainingssturz am Neujahrstag 2004 musste ihr die Milz entfernt werden und in weiterer Folge beendete sie mit 16 Jahren ihre angehende Alpinkarriere.
Nachdem Wallner in der Akademie in St. Christoph am Arlberg eine Ausbildung zur Skilehrerin und Skiführerin absolviert hat, wandte sie sich 2011 Bewerben in der Disziplin Freeride zu.

### Weltmeistertitel Freeriden 2013
2013 gewann sie als bis dahin jüngste Athletin den Weltmeister-Titel auf der Freeride World Tour (FWT) in Fieberbrunn.
Sie wird trainiert von Christoph Ebenbichler. Ihre Spitznamen sind Nadi, Naiden oder Waldi.

### Weltmeistertitel Freeriden 2014
2014 konnte sie beim witterungsbedingt nach Kappl verlegten Fieberbrunn-Event ihren Titel erfolgreich verteidigen und wurde ein zweites Mal Weltmeistertitel im Freeriden.
Im April 2014 zog sich die 24-Jährige bei einem Sturz im Rahmen von Film-Dreharbeiten in Alaska offene Brüche im linken Schienbein und Wadenbein zu und musste die folgende Saison der Freeride World Tour auslassen.
Nach zwei Jahren Pause, die sie nach ihrer Verletzung zur Genesung benötigte, kehrte sie in der Saison 2016 in die FWT zurück.

### Privates
Neben dem Skifahren studiert sie an der Leopold-Franzens-Universität in Innsbruck Sport und Wirtschaft.